# Астра 1F
Астра 1F — европейский телекоммуникационный спутник компании SES. Он предназначается для ретрансляции радио- и телепрограмм в аналоговом и цифровом форматах.

## История
В 2015 году был переведён на Орбиту захоронения (англ.)

## Характеристики
- Ракета-носитель: «Протон»
- Стабилизация: по трём осям
- Количество транспондеров: 22
- Мощность транспондера: 82 Вт
- ЭИИМ в центре пучка: 52 дБВт
- Ширина полосы транспондера: 26 МГц
- Рабочий диапазон (down-link): 12,1…12,5 ГГц